# 松山空襲
松山空襲（まつやまくうしゅう）は、日中戦争中に行われた、中華民国による台湾への最初の爆撃であり、日本の領土への最初の爆撃であった。1938年2月23日午前11時5分から午後3時42分頃まで、台湾の台北州七星郡松山庄にある日本軍の台北飛行場を空襲したものである。攻撃は中華民国空軍の名でソ連空軍が行い、ソ連機には中華民国空軍を象徴する青い空と白い太陽の紋章が描かれていた。攻撃はソ連空軍パーヴェル・ルィチャゴフ少佐が計画した。

## 計画
1938年2月初旬、武漢の中華民国空軍司令部は重要な情報を発見した。日本陸軍航空隊が台湾の松山空港付近に大規模な軍事基地を設置し、日本軍の武漢占領のための物資を補給しており、イタリアから輸入されたBR.20爆撃機を組み立てていたのである。 この情報はソ連空軍と共有され、両者が協力して飛行機を送り込み、松山を奇襲攻撃することが期待された。
2月22日、ソ連空軍司令官ルィチャゴフ少佐とソ連の政治委員が漢口に到着した。当時の爆撃旅団長であったフョードル・ボレーニン大尉に松山への空襲を指揮し、南昌で中国の12爆撃機部隊と合流、復路は福州に着陸して給油し、武漢に戻るように彼に指示した。

## 作戦経過
当初は南昌空港を拠点とするソ連・中国混成のSB爆撃機12機と、漢口空港を拠点とするソ連パイロットによるSB爆撃機28機の2チームが同時に運用される予定だったが、南昌からのチームはパイロットの誤算でルートを外れて帰還することになり、帰路には1機が誤って湖面に着陸して乗員が死亡する結果となった。結局この作戦は、漢口発の連隊だけで行われた。 距離が護衛戦闘機の射程を超えたため、爆撃作戦は戦闘機による護衛を行わず、パイロットは燃料節約のため、低温・酸欠状態の5500mを飛行することになった。しかし高高度での戦術だったため、日本軍の警戒を受けることもなく、日本軍の戦闘機が離陸することがなかったので、空襲作戦はほとんど阻害されることがなかった。

## 結果
中ソの推定によると、280個の爆弾が投下され、40機以上の戦闘機、10棟の兵舎と3つの格納庫が破壊され多くの船が沈没・破損し、松山空港は完全に麻痺状態に陥った。しかし、日本陸軍は内閣に対し被害は軽微であり、被災した住民も少数であったと報告した。
ロシアの伝記『日露戦争1904-1945』によれば、この戦闘は国際社会で大きな反響を呼び、日本政府は事件後、松山空港の職員を送検し、空港司令官は切腹までしている。
国立成功大学の研究者である張幸真によれば、この爆撃はあくまで宣言的なものであり、中華民国がソ連の支援を得て、海を越えて爆撃する能力を持っていることを、日本軍に知らせることが主目的だったという。
この爆撃は台湾で初めてであり、日本が直面した初めての空襲であったため、この後台湾は戦時体制に入り、台湾の防空強化に着手していった。